# Стрэкан, Кит
Кит Стрэкан (род. 21 января 1944) — английский композитор, автор музыки для телевизионных и радиопрограмм. Наибольший успех ему принесла совместная работа с сыном по созданию саундтрека для телеигры «Who Wants to Be a Millionaire?».

## Жизнь и карьера
Кит Стрэкан родился в городе Консетт на севере Англии. После школы Кит получил высшее образование в Queen Elizabeth College в Лондоне, специальность — математика и наука. По окончании учёбы стал учителем математики, однако он оставил эту карьеру и занялся музыкой. В 1976 году Кит написал первый совместный мюзикл. В 1986 году впервые продюсировал телеспектакль. Помимо этого, в 1988 году получил награду за музыку, написанную для Клиффа Ричарда, а в 2002 году — премию Американского общества композиторов, авторов и издателей за его музыку к телеигре «Who Wants to Be a Millionaire?». Из его недавних работ — мюзикл Вест-энда «Dancing in the Streets».

## Работа на телевидении
Кит работал на компанию Celador и писал музыку к некоторым из проектов этой компании. В частности, его музыка звучит в следующих телеиграх:
- Talking Telephone Numbers
- Who Wants to Be a Millionaire?
- The People Versus
- Winning Lines